# Internazionali d'Italia 1988
Italian Open 1988 — тенісний турнір, що проходив на відкритих кортах з ґрунтовим покриттям Foro Italico в Римі (Італія). Належав до Nabisco Grand Prix 1988 і турнірів 4-ї категорії в рамках Туру WTA 1988. Чоловічий турнір тривав з 9 до 15 травня 1988 року, жіночий - з 2 до 8 травня 1988 року.

## Фінальна частина

### Одиночний розряд, чоловіки
Іван Лендл —  Гільєрмо Перес Рольдан 2–6, 6–4, 6–2, 4–6, 6–4
- Для Лендла це був 2-й титул за сезон і 78-й - за кар'єру.

### Одиночний розряд, жінки
Габріела Сабатіні —  Гелен Келесі 6–1, 6–7, 6–1
- Для Сабатіні це був 3-й титул за сезон і 15-й — за кар'єру.

### Парний розряд, чоловіки
Хорхе Лосано /  Тодд Вітскен —  Андерс Яррід /  Томаш Шмід 6–3, 6–3
- Для Лосано це був 2-й титул за сезон і 2-й - за кар'єру. Для Вітскена це був 2-й титул за сезон і 2-й - за кар'єру.

### Парний розряд, жінки
Яна Новотна /  Катрін Сюїр —  Дженні Бірн /  Джанін Тремеллінг 6–3, 4–6, 7–5
- Для Новотної це був 2-й титул за сезон і 5-й — за кар'єру. Для Суїр це був 2-й титул за сезон і 5-й — за кар'єру.